# 31854 Darshanashah
31854 Darshanashah è un asteroide della fascia principale. Scoperto nel 2000, presenta un'orbita caratterizzata da un semiasse maggiore pari a 2,2371537 UA e da un'eccentricità di 0,1043562, inclinata di 2,01688° rispetto all'eclittica.